# اسب (نمایشنامه)
اسب نمایشنامه‌ای از محمد چرمشیر است، که در سال ۱۳۶۴ نوشته شده و در سال ۱۳۸۱ توسط انتشارات صنوبر و مجله سینما تئاتر به‌چاپ رسیده است، این نمایشنامه در سال ۱۳۶۹ با کارگردانی بهرام عظیم‌پور به‌روی صحنه رفته است.